# Rue Gandon
La rue Gandon est une voie du 13e arrondissement de Paris située dans le quartier de la Maison-Blanche.

## Situation et accès
La rue Gandon est desservie par la ligne 7 aux stations Maison Blanche et Porte d'Italie et la ligne 3a du tramway d'Île-de-France.

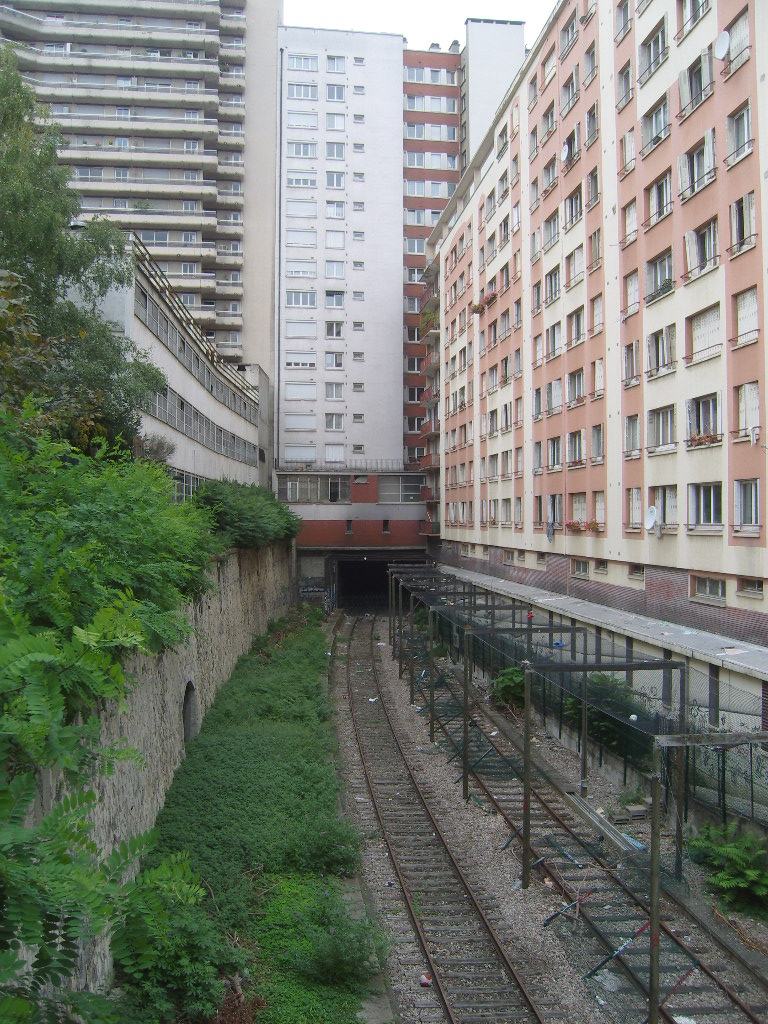
Ligne de Petite Ceinture, vue de la rue Gandon.
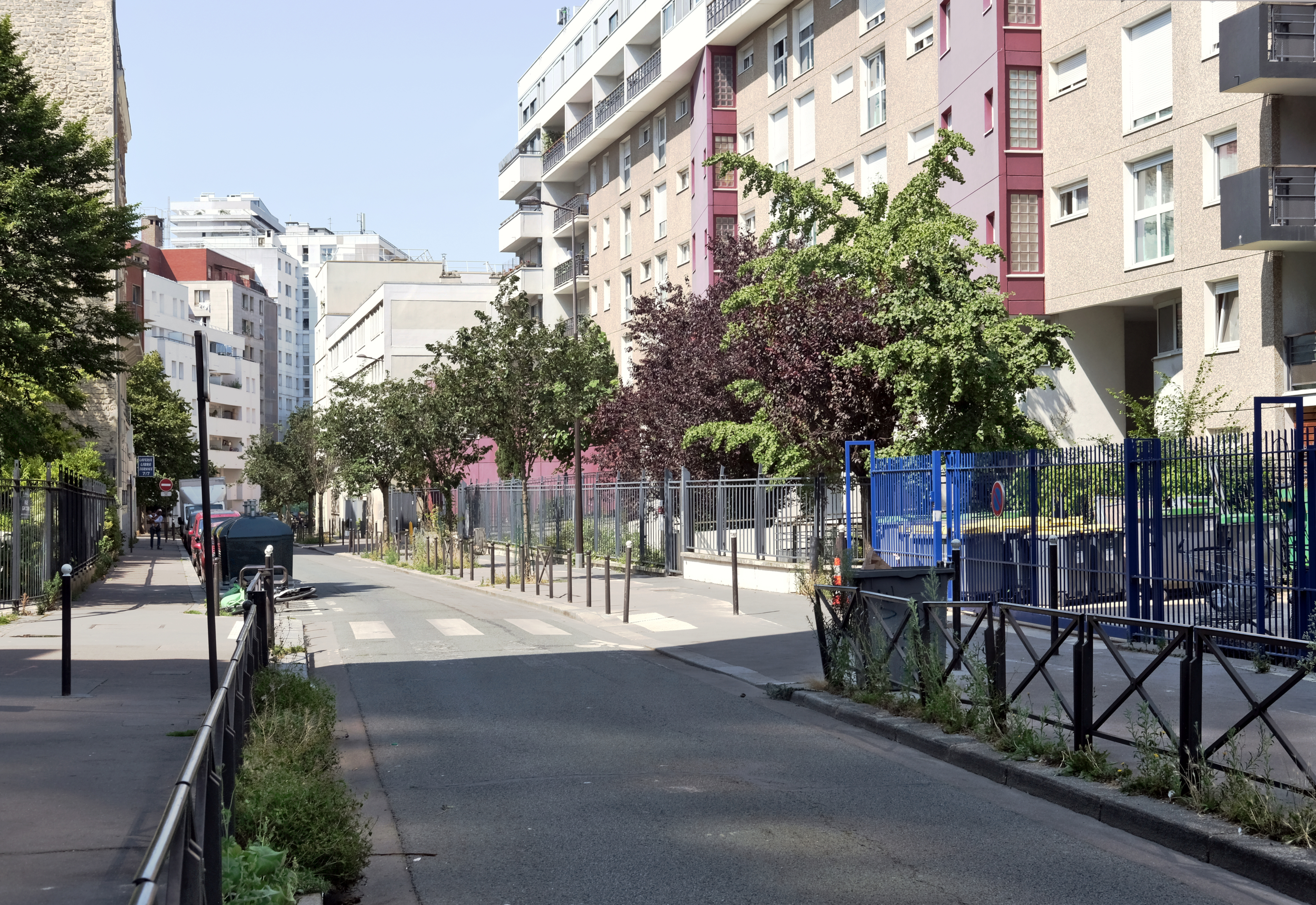
Autre vue de la rue.

## Origine du nom
La rue tire son nom d'un  propriétaire local.

## Historique
Cette rue résulte de la réunion de deux voies d'une partie de la commune de Gentilly classée dans la voirie parisienne le 23 mai 1863 :
- du sentier des Malmaisons, entre la rue Caillaux et la rue des Malmaisons ;
- de la ruelle Gandon, entre la rue des Malmaisons et le boulevard Masséna.

Depuis 2018, la RATP utilise une section d'un kilomètre de la ligne de Petite Ceinture, au niveau de l'ancienne gare de la Maison-Blanche, pour loger les infrastructures du prolongement au sud de la ligne 14 du métro.
Voir : https://prolongementligne14-orly.fr/sites/default/files/14sud_petite-ceinture_guide-chantier_10-2018.pdf. L'entrée de la base logistique se trouve 15 rue Gandon.

## Bâtiments remarquables et lieux de mémoire
- No 12 : siège social du Sporting Club de Paris.
- No 15 : pont de pierre franchissant la ligne ferroviaire de Petite Ceinture.
- No 34 : emplacement du poste de commandement du colonel Fabien d'où fut dirigée, dès le 18 août 1944, l'insurrection préalable à la libération de Paris. Actuel jardin Joan-Miró.
- No 47 : square Samuel-Beckett, précédemment jardin de la rue Gandon.

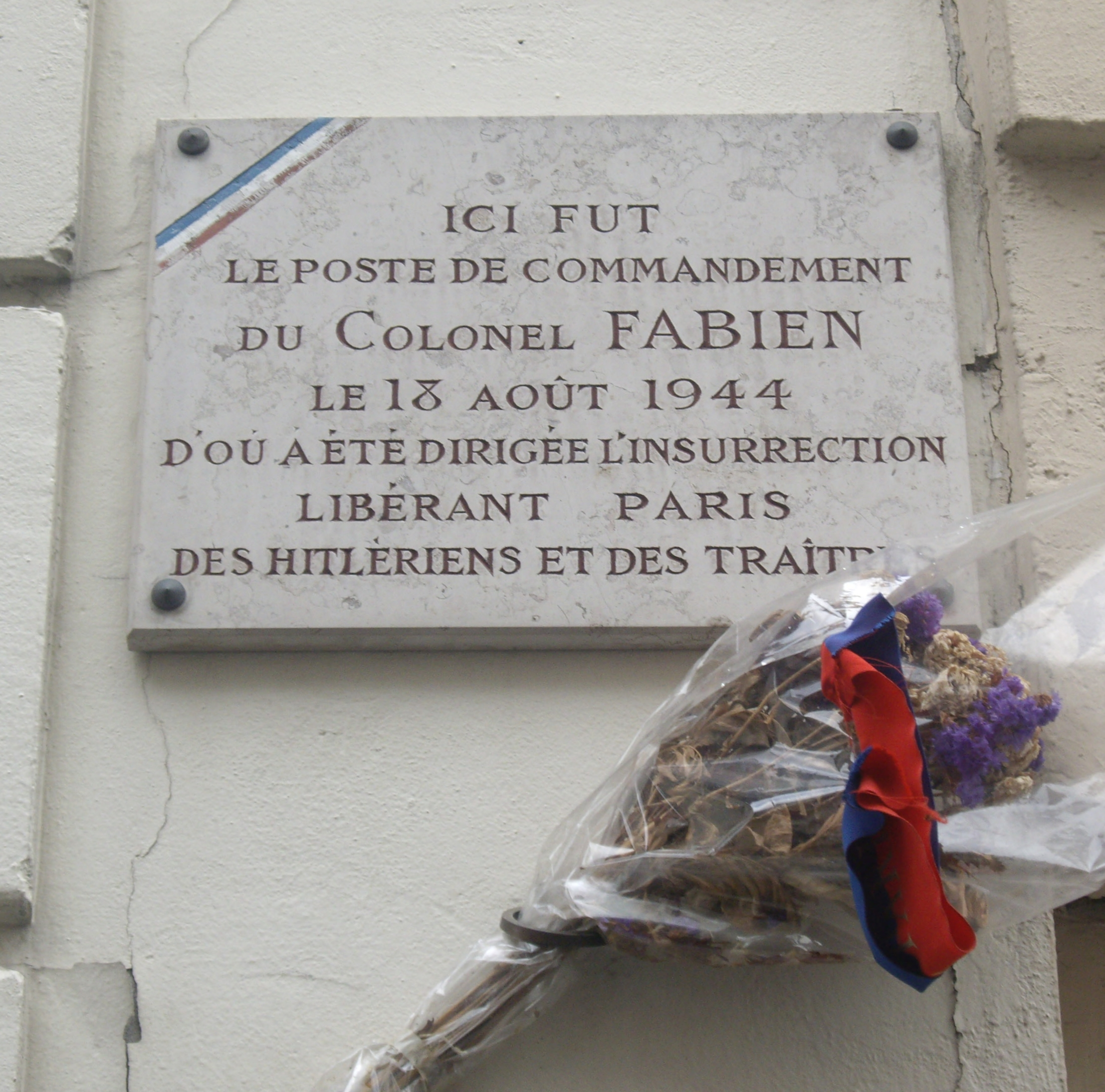
Plaque au no 34.